# Sceloenopla unidentata
Sceloenopla unidentata is een keversoort uit de familie bladkevers (Chrysomelidae). De wetenschappelijke naam van de soort werd in 1792 gepubliceerd door Guillaume-Antoine Olivier.